# Somatochlora shanxiensis
Somatochlora shanxiensis là loài chuồn chuồn trong họ Corduliidae. Loài này được Zhu & Zhang miêu tả khoa học đầu tiên năm 1999.